# Двуредна острица
Двуредната острица (Carex disticha) е вид острица, местен за Евразия и Северна Америка и привнесен вид за района на Големите езера в Южна Канада, Онтарио и Квебек.